# Rykestraße
Die Rykestraße ist eine Straße im Berliner Ortsteil Prenzlauer Berg des Bezirks Pankow. Sie verläuft parallel zur Prenzlauer Allee von der Knaackstraße bis zur Danziger Straße durch den Kollwitzkiez. Überregionale Bekanntheit hat sie wegen der dortigen Synagoge Rykestraße, die als einer von wenigen jüdischen Sakralbauten die Reichspogromnacht 1938 und den Zweiten Weltkrieg überstand und die größte Synagoge Deutschlands ist.

## Geschichte

### Die Straße
Der Verkehrsweg entstand auf Basis des Hobrecht-Plans als Straße 35, Abt. XII. Ihren seither gültigen Namen erhielt sie am 2. April 1891 zu Ehren des 1358–1414 tätigen Berliner Bürgermeisters Bernhard Ryke.
Die angrenzenden Grundstücke ließ die Aktiengesellschaft für Grundbesitz und Hypothekenverkehr mit Mietswohnhäusern bebauen. Die Mietskasernen verfügten über geringen Komfort; sie besaßen teilweise nur eine Latrine im Hof. Die Wohnhäuser, meist mit mehreren Hinterhöfen, dienten den zahlreichen nach Berlin gezogenen Arbeitern und Dienstmädchen als preiswerte Unterkunft.
In der Zeit des Nationalsozialismus fanden in den verwinkelten Höfen und Wohnungen gesuchte Personen Unterschlupf. Andere, wie der mit einer Gedenktafel geehrte Widerstandskämpfer Franz Huth, wurden verhaftet und umgebracht.
Die Straße umfasst die Grundstücke 1–54, deren Nummern in Hufeisenform vergeben worden sind.
Seit 1993 gehört die Straße zum Sanierungsgebiet Kollwitzplatz.
Neben den Einrichtungen der jüdischen Gemeinde im Haus Rykestraße 53 ist der Wasserturm am Kopf der Straße Ecke Knaackstraße von historischer Bedeutung. Er war bei seiner Erbauung 1877 der erste Wasserturm Berlins. Heute dient er nach Rekonstruktion und Umbau nur noch als Wohngebäude.
Neuere Bekanntheit erlangte die Straße durch die Album-Namensgebung der norwegischen Musikerin Hanne Hukkelberg, die damit ihren vermeintlichen Wohnort Rykestr. 68 während eines halbjährigen Arbeitsstipendiums verewigte. Tatsächlich lebte sie jedoch in der Danziger Straße 68, einem Haus an der Ecke Danziger Straße und Rykestraße.

### Namensgeber
Der namengebende Bernhard/Bernd Reiche/Ryke (* um 1380/1390; † um 1450) war von 1447 bis 1448 Bürgermeister von Berlin und maßgeblich am Berliner Unwillen beteiligt. Seine Familie Ryke, auch als Reiche (hochdeutsche Form von Ryke) bekannt, war eine weit verzweigte märkische Patrizierfamilie, die während des 14. und 15. Jahrhunderts mehrfach kommunale Ämter in Alt-Berlin und Cölln innehatte. Für die Bürgermeister gleichfalls namens Bernd Ryke, die das Amt zwischen 1361 und 1447 mehrfach ausgeübt hatten (sehr wahrscheinlich Vater und Sohn), gestaltete Eugen Börmel anlässlich der Berliner Siegesallee eine marmorne Büste als Nebenfigur der Denkmalgruppe 14.

### Gedenktafeln

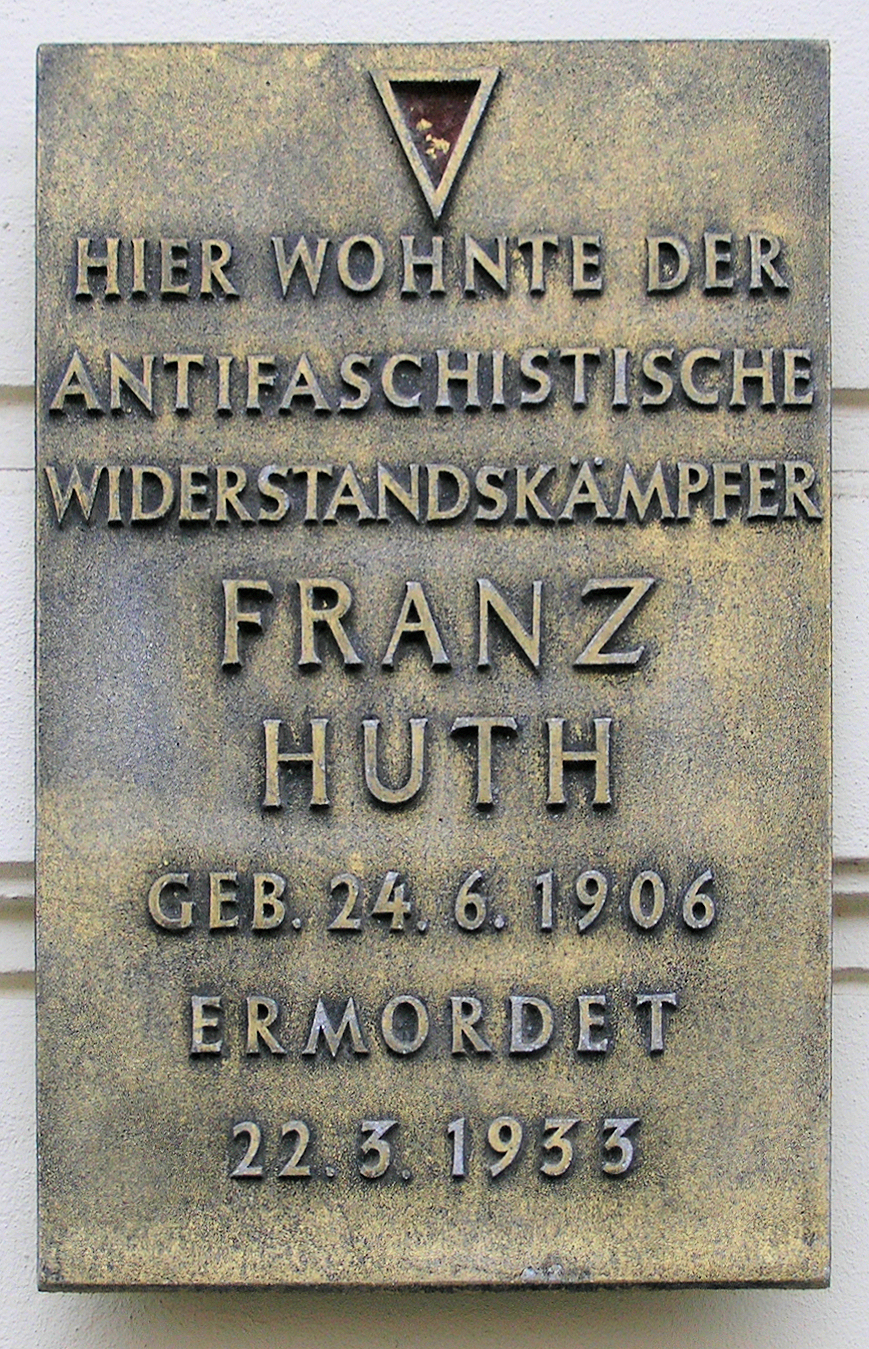
Gedenktafel für Franz Huth am Haus Nummer 3

- Des deutschen Widerstandskämpfers Franz Huth (1906–1933), Leiter der KPD-Parteischule in Zepernick-Röntgental, wird an dessen Wohnhaus in der Rykestraße mit einer Gedenktafel gedacht. Diese wurde 1957 erstmals angebracht und 1977 restauriert.[2] Nach 1989 wurde sie entfernt, befindet sich inzwischen jedoch wieder am Haus.
- In der Rykestraße 22 wird, ebenfalls mit einer Gedenktafel, an den Widerstandskämpfer Johannes Wolf (1898–1943) gedacht:

„In diesem Hause / wohnte der / Antifaschistische / Widerstandskämpfer / Johannes / Wolf / der von Hitlerbanditen / am 18.August 1943 / ermordet wurde. / Ehre seinem Andenken“

## Wasserturm, Synagoge und weitere Baudenkmale in der Straße
→ Hauptartikel Wasserturmplatz
Am südlichen Ende der Rykestraße befindet sich inmitten einer erhöhten Grünanlage der frühere Wasserturm Prenzlauer Berg, der seit den 1970er Jahren nicht mehr als solcher genutzt wird. Das Gebäude wurde 1852–1877 als Wasserreservoir für die entstehenden Wohngebiete im Nordosten der Stadt errichtet und hieß im Berliner Volksmund „Dicker Herrmann“. Neben dem Turm stehen auf dem Gelände ein schmalerer und höherer Steigrohrturm und weitere Nebengebäude, in denen sich Büros der Verwaltung, Werkstätten und Maschinenhallen befanden. Unter dem erhöhten Gelände liegen unterirdische Tiefspeicher. Im Turm existieren Wohnungen in sechs Stockwerken, die früher als Werkswohnungen dienten. Die →anlage mit den beiden Tiefbehältern steht unter Denkmalschutz.
Der Turm war als Symbol seit 1920 Bestandteil des inoffiziellen und ab 1987 des offiziellen Wappens des Bezirks und Stadtbezirks Prenzlauer Berg.
Im Frühjahr 1933 hatte die Berliner SA im Maschinenhaus I das KZ Wasserturm eingerichtet.
Wohnhäuser, die aus der Zeit der Erstbebauung erhalten sind, stehen teilweise unter Denkmalschutz, dazu gehören die Häuser Nummer 1 Ecke Knaackstraße, Nummer 2 (nach Plänen von W. Gläser errichtet und 1893 vollendet) sowie die Mietshäuser Nummer 54 und Nummer 25.
Besonders erwähnenswert ist die Synagoge, die 1903/1904 für die Jüdische Gemeinde errichtet wurde.